# أكتوبر 2009
أكتوبر 2009 هو الشهر العاشر من عام 2009. بدأ الشهر يوم الخميس، وانتهى يوم السبت بعد 31 يومًا.

## بوابة:أحداث جارية
| \| 1 أكتوبر 2009 (الخميس) \| عدل \| تاريخ \| راقب \| تصفح \| |     |       |      |      |
| - الولايات المتحدة تطالب إيران من خلال محادثات جينيف بإتخاذ خطوات ملموسة لإثبات أنها لا تسعى لإمتلاك أسلحة نووية، وفرنسا تطالبها بفتح الموقع النووي الذي أعلنت عنه مؤخراً أمام مفتشي الأمم المتحدة خلال أسبوعين. (رويترز) - رئيس الوزراء الإسرائيلي بنيامين نتنياهو (في الصورة) يقول إن الأمم المتحدة ستوجه ضربة قاضية إلى آفاق سلام إسرائيلي - فلسطيني إذا أيدت تقرير لجنة غولدستون الذي ينتقد الحرب التي شنتها إسرائيل على قطاع غزة في يناير / كانون الثاني الماضي. (رويترز) - رئيس الوزراء العراقي نوري المالكي يعلن تشكيل ائتلاف دولة القانون تمهيداً لخوض الانتخابات التشريعية المقبلة المقرر إجراؤها بالعراق في 16 يناير المقبل وذلك بعد رفضه الإنضام إلى الائتلاف الوطني العراقي الذي يضم غالبية شيعية. (رويترز) |     |       |      |      |
| 1 أكتوبر 2009 (الخميس) | عدل | تاريخ | راقب | تصفح |

| 1 أكتوبر 2009 (الخميس) | عدل | تاريخ | راقب | تصفح |

| \| 2 أكتوبر 2009 (الجمعة) \| عدل \| تاريخ \| راقب \| تصفح \| |     |       |      |      |
| - مجلس حقوق الإنسان التابع للأمم المتحدة يؤجل قراره الخاص بتقرير القاضي ريتشارد غولدستون (في الصورة) المتعلق بالحرب الإسرائيلية على قطاع غزة للدورة القادمة التي تبدأ شهر مارس المقبل. (الجزيرة) - رئيس المكتب السياسي لحركة حماس خالد مشعل يرحب بإفراج إسرائيل عن 19 معتقلة فلسطينية مقابل شريط فيديو يظهر به الجندي المختطف جلعاد شاليط ويهدد بأسر المزيد من الجنود الإسرائيليين من أجل الإفراج عن جميع المعتقلين الفلسطينيين في السجون الإسرائيلية. (بي بي سي) - اللجنة الدولية للأولمبياد تعلن اختيار مدينة ريو دي جانيرو البرازيلية لاستضافة دورة الألعاب الأولمبية 2016. (بي بي سي) |     |       |      |      |
| 2 أكتوبر 2009 (الجمعة) | عدل | تاريخ | راقب | تصفح |

| 2 أكتوبر 2009 (الجمعة) | عدل | تاريخ | راقب | تصفح |

| \| 3 أكتوبر 2009 (السبت) \| عدل \| تاريخ \| راقب \| تصفح \| |     |       |      |      |
| - مدير عام الوكالة الدولية للطاقة الذرية محمد البرادعي (في الصورة) يزور إيران لبحث زيارة مفتشين الوكالة للمفاعل الثاني الذي كشف عنه مؤخراً. (بي بي سي) - الأيرلنديون يصوتون في استفتاء بغالبية 67.13% لمصلحة معاهدة لشبونة الأوروبية وذلك حسب النتائج النهائية التي أعلنتها اللجنة الانتخابية. (بي بي سي) |     |       |      |      |
| 3 أكتوبر 2009 (السبت) | عدل | تاريخ | راقب | تصفح |

| 3 أكتوبر 2009 (السبت) | عدل | تاريخ | راقب | تصفح |

| \| 4 أكتوبر 2009 (الأحد) \| عدل \| تاريخ \| راقب \| تصفح \| |     |       |      |      |
| - الشرطة الإسرائيلية تشتبك مع فلسطينيين احتشدوا في منطقة المسجد الأقصى لفك الحصار المفروض على مصلين اعتصموا داخله منذ السبت للدفاع عنه من المتطرفين اليهود الذين كانو ينوون اقتحامه. (بي بي سي) - مدير عام الوكالة الدولية للطاقة الذرية محمد البرادعي يعلن أن مفتشي الوكالة سيتحققون من المنشأة الإيرانية الجديدة لتخصيب اليورانيوم التي يتم بناؤها قرب مدينة قم في 25 أكتوبر. (بي بي سي) |     |       |      |      |
| 4 أكتوبر 2009 (الأحد) | عدل | تاريخ | راقب | تصفح |

| 4 أكتوبر 2009 (الأحد) | عدل | تاريخ | راقب | تصفح |

| \| 5 أكتوبر 2009 (الإثنين) \| عدل \| تاريخ \| راقب \| تصفح \| |     |       |      |      |
| - انتحاري يفجر نفسه بواسطة حزام ناسف داخل مجلس عزاء في مدينة حديثة العراقية شمال غربي العاصمة بغداد بمحافظة الأنبار ويودي بحياة ستة أشخاص ويصيب عشرة آخرين. (بي بي سي) - الرئيس الإنتقالي في هندوراس روبرتو ميشيليتي يقر في مقابلة تلفزيونية للمرة الأولى بإحتمال عودة الرئيس المخلوع مانويل زيلايا (في الصورة) إلى السلطة بعد الانتخابات الرئاسية في نوفمبر المقبل. (بي بي سي) - منح جائزة نوبل في الطب للأمريكيين إليزابيث بلاكبيرن وجاك زوستاك وكارول غريدر وذلك لدورهم في اكتشاف كيفية نسخ الكروموسومات ووقايتها من التحلل. (الجزيرة) |     |       |      |      |
| 5 أكتوبر 2009 (الإثنين) | عدل | تاريخ | راقب | تصفح |

| 5 أكتوبر 2009 (الإثنين) | عدل | تاريخ | راقب | تصفح |

| \| 6 أكتوبر 2009 (الثلاثاء) \| عدل \| تاريخ \| راقب \| تصفح \| |     |       |      |      |
| - فلسطينيو القدس الشرقية يواصلون اشتباكهم مع الشرطة الإسرائيلية وذلك في استمرار لأعمال العنف الذي اندلعت بعد محاصرة المسجد الأقصى. (رويترز) - مصر تعلن إنه من المتوقع أن توقع حركتا حماس وفتح الفلسطينيتان اتفاق مصالحة بوساطة مصرية يوم 25 أكتوبر / تشرين الأول في القاهرة. (رويترز) - أمين عام جامعة الدول العربية عمرو موسى يصرح بعد لقائه الرئيس اليمني علي عبد الله صالح بأن الجامعة تؤكد موقفها المساند والداعم لوحدة اليمن وأمنه واستقراره، ويقول إن الرئيس صالح أكد له انفتاحه على كل القوى السياسية واستعداده للحوار مع الجميع في الداخل والخارج. (العربية) - منح جائزة نوبل في الفيزياء للأمريكي من أصل بريطاني تشارلز كاو والأمريكي من أصل كندي ويلارد بويل والأمريكي جورج سميث.-(سي إن إن) |     |       |      |      |
| 6 أكتوبر 2009 (الثلاثاء) | عدل | تاريخ | راقب | تصفح |

| 6 أكتوبر 2009 (الثلاثاء) | عدل | تاريخ | راقب | تصفح |

| \| 7 أكتوبر 2009 (الأربعاء) \| عدل \| تاريخ \| راقب \| تصفح \| |     |       |      |      |
| - ملك السعودية عبد الله بن عبد العزيز آل سعود يزور سوريا في زيارة تصالحية ويجري مباحثات مع الرئيس السوري بشار الأسد (في الصورة) تهدف إلى تبديد الخلاف بين البلدين فاقمه انقسام عربي بشأن إيران والصراع الإسرائيلي - الفلسطيني ولبنان. (رويترز) - الرئيس الإيراني محمود أحمدي نجاد يعلن أن بلاده لا تمانع في شراء الوقود النووي اللازم لمفاعلها النووي من الولايات المتحدة. (العربية) - محكمة سعودية تحكم على المتهم بالمجاهرة بالمعصية بالسجن 5 سنوات تبدأ من تاريخ الإيقاف والجلد 1000 جلدة ومنعه من السفر للخارج 5 سنوات تبدأ من نهاية محكوميته وعرضه على لجنة مناصحة وطبيب نفسي. (العربية) - منح جائزة نوبل في الكيمياء للأمريكيين فينكاترامان راماكريشنان وتوماس ستايتز والإسرائيلية أدا يوناث.-(سي إن إن) |     |       |      |      |
| 7 أكتوبر 2009 (الأربعاء) | عدل | تاريخ | راقب | تصفح |

| 7 أكتوبر 2009 (الأربعاء) | عدل | تاريخ | راقب | تصفح |

| \| 8 أكتوبر 2009 (الخميس) \| عدل \| تاريخ \| راقب \| تصفح \| |     |       |      |      |
| - الاتحاد الأوروبي يعرب عن تأييده لتقرير غولدستون الذي اتهم إسرائيل وحركة حماس بإرتكاب جرائم حرب في قطاع غزة خلال الحرب الإسرائيلية التي شهدها القطاع في كانون الثاني/يناير 2009. (بي بي سي) - السعودية وسوريا تدعوان إلى الإسراع في تشكيل حكومة وحدة وطنية في لبنان وذلك في ختام زيارة زيارة الملك عبد الله بن عبد العزيز آل سعود إلى سوريا استمرت يومين. (بي بي سي) - وزير خارجية إسرائيل أفيجدور ليبرمان (في الصورة) يقول إن التوصل لاتفاقية سلام يبدو مستحيلاً وأن من يقول أنه من الممكن التوصل في السنوات القادمة لمعاهدة سلام شاملة فهو ببساطة لا يفهم الواقع. (رويترز) - منح جائزة نوبل في الأدب للكاتبة الألمانية هيرتا مولر. (رويترز) |     |       |      |      |
| 8 أكتوبر 2009 (الخميس) | عدل | تاريخ | راقب | تصفح |

| 8 أكتوبر 2009 (الخميس) | عدل | تاريخ | راقب | تصفح |

| \| 9 أكتوبر 2009 (الجمعة) \| عدل \| تاريخ \| راقب \| تصفح \| |     |       |      |      |
| - حركة حماس تعلن إيفادها لوفد برئاسة نائب رئيس المكتب السياسي موسى أبو مرزوق إلى القاهرة ليشرح للقيادة المصرية مواقف الحركة من قضية تقرير غولدستون ومن ملف الحوار والمصالحة الفلسطينية ويضيف بأن الوفد سيحاول اقناع القيادة المصرية بتأجيل التوقيع على اتفاق المصالحة الفلسطينية في ضوء مواقف السلطة الوطنية الفلسطينية الأخيرة وطلبها تأجيل التصويت على تقرير غولدستون أمام مجلس حقوق الإنسان التابع للأمم المتحدة. (بي بي سي) - الحوثيون يشنون هجومًا عنيفًا على صعدة شمال اليمن والجيش اليمني يتصدى للهجوم، والأنباء تقول أن القتال خلف خسائر بشرية لدى الجانبين. (بي بي سي) - منح جائزة نوبل للسلام لرئيس الولايات المتحدة باراك أوباما (في الصورة)، والرئيس يعلن أنه فوجئ وشعر بالتواضع الشديد لاختياره للجائزة. (بي بي سي) |     |       |      |      |
| 9 أكتوبر 2009 (الجمعة) | عدل | تاريخ | راقب | تصفح |

| 9 أكتوبر 2009 (الجمعة) | عدل | تاريخ | راقب | تصفح |

| \| 10 أكتوبر 2009 (السبت) \| عدل \| تاريخ \| راقب \| تصفح \| |     |       |      |      |
| - أرمينيا وتركيا توقعان اتفاقات ثنائية لتطبيع علاقاتهما بعد قرن من العداء بسبب مذابح الأرمن الناجمة عن قيام القوات العثمانية بقتل جماعي للأرمن في الحرب العالمية الأولى. (العربية) - باكستان تعلن أن مسلحين من حركة طالبان باكستان يحتجزون ما بين عشرة إلى خمسة عشر عسكري داخل مقر قيادة الجيش الباكستاني، وسماع صوت إطلاق نار داخل المقر. (بي بي سي) - رئيس بولندا ليخ كاتشينسكي (في الصورة) يوقع على معاهدة لشبونة للاتحاد الأوروبي في احتفال حضره عدد كبير من مسؤولي المفوضية الأوروبية. (بي بي سي) |     |       |      |      |
| 10 أكتوبر 2009 (السبت) | عدل | تاريخ | راقب | تصفح |

| 10 أكتوبر 2009 (السبت) | عدل | تاريخ | راقب | تصفح |

| \| 11 أكتوبر 2009 (الأحد) \| عدل \| تاريخ \| راقب \| تصفح \| |     |       |      |      |
| - وزيرة الخارجية الأمريكية هيلاري كلينتون تحذر إيران من التلكؤ في حسم المشكلة النووية لأن المتجمع الدولي لن يصبر إلى الأبد كي تثبت إنها لا تصنع قنبلة نووية. (رويترز) - الرئيس الفلسطيني محمود عباس (في الصورة) يقول إن حركة حماس كشفت عن نيتها الحقيقية بضرب المصالحة الوطنية وذلك في إشارة منه إلى اقتراح الحركة بتأجيل موعد المصالحة الذي كان مقرر في 26 أكتوبر. (بي بي سي) - رئيس بعثة الأمم المتحدة في أفغانستان يعلن وقوع عمليات تزوير على نطاق واسع في الانتخابات الرئاسية التي أجريت في 20 أغسطس. (بي بي سي) - إسرائيل تعلن إن المناروات الجوية المشتركة التي تنظمها تركيا سنوياً بمشاركة عدد من دول حلف شمال الأطلسي إلى جانب تركيا وإسرائيل أجلت إلى أجل غير مسمى بعد رفض تركيا دعوة إسرائيل للمشاركة فيها. (بي بي سي) |     |       |      |      |
| 11 أكتوبر 2009 (الأحد) | عدل | تاريخ | راقب | تصفح |

| 11 أكتوبر 2009 (الأحد) | عدل | تاريخ | راقب | تصفح |

| \| 12 أكتوبر 2009 (الإثنين) \| عدل \| تاريخ \| راقب \| تصفح \| |     |       |      |      |
| - رئيس الوزراء الإسرائيلي بنيامين نتنياهو يصف تقرير لجنة غولدستون بشأن الحرب على غزة بأنه مشوه ويشجع الإرهاب ويعرض أمن إسرائيل للخطر ولا يخدم السلام في المنطقة ويعلن بأنه لن يسمح بشكل مطلق بخضوع أي جندي أو قاضي إسرائيلي للمحاكمة بإرتكاب جرائم حرب. (الجزيرة) - تفجير انتحاري يستهدف سيارة عسكرية في باكستان يؤدي إلى مقتل واحد وأربعون شخص على الأقل بينهم عدد من عناصر الأمن. (بي بي سي) - منح جائزة نوبل في العلوم الاقتصادية للأمريكيين أوليفر وليامسون وإلينور أوستروم، وأوستروم هي أول امرأه تحصل على هذه الجائزة بتاريخها. (بي بي سي) |     |       |      |      |
| 12 أكتوبر 2009 (الإثنين) | عدل | تاريخ | راقب | تصفح |

| 12 أكتوبر 2009 (الإثنين) | عدل | تاريخ | راقب | تصفح |

| \| 13 أكتوبر 2009 (الثلاثاء) \| عدل \| تاريخ \| راقب \| تصفح \| |     |       |      |      |
| - روسيا والولايات المتحدة تتعهدان بالعمل سويًا على ضمان أن يكون البرنامج النووي الإيراني للأغراض السلمية. (بي بي سي) - الأمم المتحدة تعرب عن قلقها الشديد بشأن أحكام الإعدام الصادرة بحق ثلاثة إيرانيين لمشاركتهم في التظاهرات التي تلت الانتخابات الرئاسية. (بي بي سي) - رئيس السلطة الوطنية الفلسطينية محمود عباس يشن هجومًا شرسًا ضد حركة حماس مؤكداً أنه لن يتنازل عن سنتيمتر واحد مما أعطته الشرعية الدولية ويشير إلى أن حركة حماس تتذرع بتأجيل تقرير لجنة غولدستون كي تتهرب من اتفاق المصالحة.-(سي إن إن) - حزب المؤتمر الوطني الحاكم في السودان ينفي اتهامات الحركة الشعبية لتحرير السودان بتعمد تأخير إجازة الكثير من القوانين التي تمهد الطريق للانتخابات العامة والاستفتاء حول وضع جنوب السودان. (الجزيرة) |     |       |      |      |
| 13 أكتوبر 2009 (الثلاثاء) | عدل | تاريخ | راقب | تصفح |

| 13 أكتوبر 2009 (الثلاثاء) | عدل | تاريخ | راقب | تصفح |

| \| 14 أكتوبر 2009 (الأربعاء) \| عدل \| تاريخ \| راقب \| تصفح \| |     |       |      |      |
| - هجمات مسلحة على سوق الذهب في بغداد تؤدي إلى مقتل ثمانية أشخاص وإصابة آخرون. (بي بي سي) - أمين عام الأمم المتحدة بان كي مون (في الصورة) يدعو إسرائيل والفلسطينيين إلى إجراء تحقيقات داخلية بشأن مزاعم ارتكاب جرائم حرب أثناء الهجوم الإسرائيلي على قطاع غزة. (بي بي سي) - وزير الخارجية العراقي هوشيار زيباري يقول أن المحادثات مع سوريا لم تحقق أي نتيجة ويعلن عن توقف بلاده عن إجراء أي مباحثات أو اجتماعات مقبلة لحل الأزمة مع سوريا بشأن التفجيرات التي شهدتها بغداد منتصف أغسطس الماضي ويؤكد تدويل الأزمة بينهما. (رويترز) - الانفصاليون في جنوب اليمن يستغلون ذكرى الثورة ضد بريطانيا القوة المستعمرة السابقة لتأكيد مطالبتهم بالانفصال، والرئيس اليمني علي عبد الله صالح يعد بسحق المتمردين الحوثيين في الشمال. (رويترز) |     |       |      |      |
| 14 أكتوبر 2009 (الأربعاء) | عدل | تاريخ | راقب | تصفح |

| 14 أكتوبر 2009 (الأربعاء) | عدل | تاريخ | راقب | تصفح |

| \| 15 أكتوبر 2009 (الخميس) \| عدل \| تاريخ \| راقب \| تصفح \| |     |       |      |      |
| - مجلس حقوق الإنسان التابع للأمم المتحدة يبدأ بمناقشة تقرير القاضي الدولي ريتشارد غولدستون بشأن الحرب الإسرائيلية على قطاع غزة والذي اتهم إسرائيل بارتكاب جرائم حرب وجرائم قد توصف بأنها ضد الإنسانية. (بي بي سي) - الرئيس الفلسطيني محمود عباس يعلن أنه سيجري الانتخابات في موعدها في يناير / كانون الثاني إذا لم توافق حركة حماس على اقتراح المصالحة المصري الذي سيؤجل الانتخابات حتى شهر يونيو / حزيران. (رويترز) - الجمعية العامة للأمم المتحدة تنتخب لبنان، البوسنة والهرسك، البرازيل، الغابون ونيجيريا لعضوية مجلس الأمن الدولي خلال عامي 2010 و2011. (رويترز) |     |       |      |      |
| 15 أكتوبر 2009 (الخميس) | عدل | تاريخ | راقب | تصفح |

| 15 أكتوبر 2009 (الخميس) | عدل | تاريخ | راقب | تصفح |

| \| 16 أكتوبر 2009 (الجمعة) \| عدل \| تاريخ \| راقب \| تصفح \| |     |       |      |      |
| - مجلس حقوق الإنسان يصوت بالموافقة على تقرير لجنة غولدستون حول الهجوم الذي شنته إسرائيل على قطاع غزة في ديسمبر 2008 بأغلبية 25 صوتًا و6 أصوات ضد وامتناع 11 دولة عن التصويت. (العربية) - مصر تعلن عن تأجيل التوقيع على اتفاق المصالحة الفلسطينية والذي كان مقرراً في 26 أكتوبر وذلك إلى حين توافر الوقت المناسب فلسطينياً. (العربية) - الحكومة الباكستانية تعلن أن قواتها هاجمت مقاتلي طالبان في معاقلهم في وزيرستان بالطائرات والمدفعية، وإنفجار بالقرب من مركز للشرطة في بيشاور يؤدي إلى مقتل 6 أشخاص. (العربية) - منسقو القيادة الشعبية في ليبيا يكلفون سيف الإسلام القذافي رسمياً بمنصب منسق القيادات الشعبية بالجماهيرية ليصبح بذلك الرجل الثاني بعد والده معمر القذافي وبمثابة رئيس للدولة. (الجزيرة) |     |       |      |      |
| 16 أكتوبر 2009 (الجمعة) | عدل | تاريخ | راقب | تصفح |

| 16 أكتوبر 2009 (الجمعة) | عدل | تاريخ | راقب | تصفح |

| \| 17 أكتوبر 2009 (السبت) \| عدل \| تاريخ \| راقب \| تصفح \| |     |       |      |      |
| - الولايات المتحدة تنتقد مصادقة مجلس حقوق الإنسان على تقرير غولدستون وتصف القرار بأنه غير متوازن وسيزيد من حدة الانقسام في وقت تعمل فيه إدارة الرئيس باراك أوباما على جمع طرفي النزاع الإسرائيلي والفلسطيني لاستئناف مباحثات السلام.-(سي إن إن) - إعلان نتائج الانتخابات الرئاسية الأفغانية متوقع نهاية هذا الأسبوع وذلك بعد شهرين من إجراء الانتخابات التي واجهت اتهامات بالتزوير والغش، ودعوات للمرشحين المتنافسين حامد كرزاي وعبد الله عبد الله لفض خلافاتهما. (بي بي سي) |     |       |      |      |
| 17 أكتوبر 2009 (السبت) | عدل | تاريخ | راقب | تصفح |

| 17 أكتوبر 2009 (السبت) | عدل | تاريخ | راقب | تصفح |

| \| 18 أكتوبر 2009 (الأحد) \| عدل \| تاريخ \| راقب \| تصفح \| |     |       |      |      |
| - السلطات الإيرانية تعلن أن عددًا من قادة الحرس الثوري الإيراني وزعماء قبائل كانوا من بين ما يقارب 31 قتيلاً سقطوا في تفجير انتحاري في منطقة سيستان بلوشستان جنوب شرقي إيران، وتوجه الإتهام للولايات المتحدة وبريطانيا. (بي بي سي) - حركة حماس تقول أن تعديلات جوهرية طرأت على الورقة المصرية للمصالحة الفلسطينية جعلتها أقرب لمواقف السلطة الفلسطينية، وهذا دعا الحركة إلى تغيير موقفها من هذه الورقة. (بي بي سي) |     |       |      |      |
| 18 أكتوبر 2009 (الأحد) | عدل | تاريخ | راقب | تصفح |

| 18 أكتوبر 2009 (الأحد) | عدل | تاريخ | راقب | تصفح |

| \| 19 أكتوبر 2009 (الإثنين) \| عدل \| تاريخ \| راقب \| تصفح \| |     |       |      |      |
| - الأمم المتحدة في تحقيق أجرته في انفجارات وقعت في جنوب لبنان تقول أن إسرائيل زرعت أجهزة تجسس في الأراضي اللبنانية وهو ما وصفه مسؤول رفيع في الأمم المتحدة بخرق لاتفاق وقف إطلاق النار. (رويترز) - نائب الرئيس اليمني السابق علي سالم البيض يطلب من الأمم المتحدة تنظيم استفتاء تقرير مصير لجنوب اليمن وتشكيل لجنة للتحقيق في الأوضاع هناك. (الجزيرة) - الرئيس الأمريكي باراك أوباما يعرض حوافز جديدة على السودان في حال قيامه بخطوات من شأنها تعزيز السلم فيه، وفي ذات الوقت يهدد بممارسة ضغوط مضاعفة عليه في حال إخفاقه في تحقيق تقدم في مجال إحلال السلم. (بي بي سي) - لجنة الطعون في الانتخابات الأفغانية تأمر بإلغاء أصوات تم الإدلاء بها في 210 مراكز اقتراع في أفغانستان في الانتخابات الرئاسية التي جرت في 20 أغسطس مما يجبر حامد كرزاي على خوض جولة ثانية مع منافسه المباشر عبد الله عبد الله. (بي بي سي) |     |       |      |      |
| 19 أكتوبر 2009 (الإثنين) | عدل | تاريخ | راقب | تصفح |

| 19 أكتوبر 2009 (الإثنين) | عدل | تاريخ | راقب | تصفح |

| \| 20 أكتوبر 2009 (الثلاثاء) \| عدل \| تاريخ \| راقب \| تصفح \| |     |       |      |      |
| - مجلس النواب العراقي يفشل في إقرار قانون الانتخابات الجديد للمرة الثانية. (العربية) - الحرس الثوري الإيراني يطالب بإصدار تراخيص رسمية لملاحقة جماعة جند الله داخل باكستان. (العربية) - الرئيس الفلسطيني محمود عباس يقول أنه يعتزم الدعوة لإجراء انتخابات تشريعية ورئاسية في 24 يناير / كانون الثاني المقبل. (رويترز) - مسئولون أفغان يحددون 7 نوفمبر / تشرين الثاني موعداً للجولة الثانية من الانتخابات الرئاسية والتي ستكون بين الرئيس المنتهيه ولايته حامد كرزاي ووزير الخارجية الأسبق عبد الله عبد الله. (بي بي سي) |     |       |      |      |
| 20 أكتوبر 2009 (الثلاثاء) | عدل | تاريخ | راقب | تصفح |

| 20 أكتوبر 2009 (الثلاثاء) | عدل | تاريخ | راقب | تصفح |

| \| 21 أكتوبر 2009 (الأربعاء) \| عدل \| تاريخ \| راقب \| تصفح \| |     |       |      |      |
| - الأمن المصري يفشل محاولة لاختطاف طائرة تابعة لمصر للطيران كانت متجهة من إسطنبول إلى القاهرة قام بها راكب سوداني أراد تغيير وجهتها إلى القدس. (العربية) - مدير الوكالة الدولية للطاقة الذرية محمد البرادعي يقدم مشروع اتفاق بشأن تخصيب اليورانيوم الإيراني للأطراف المشاركة في محادثات جنيف. (بي بي سي) - مجلس الشيوخ الأمريكي يصوت بأغلبية كبيرة لصالح نظام يسمح بنقل المتهمين بالإرهاب من معتقل جوانتانامو إلى الأراضي الأمريكية بغرض المحاكمة أمام محاكم محلية. (بي بي سي) |     |       |      |      |
| 21 أكتوبر 2009 (الأربعاء) | عدل | تاريخ | راقب | تصفح |

| 21 أكتوبر 2009 (الأربعاء) | عدل | تاريخ | راقب | تصفح |

| \| 22 أكتوبر 2009 (الخميس) \| عدل \| تاريخ \| راقب \| تصفح \| |     |       |      |      |
| - معارك عنيفة في العاصمة الصومالية مقديشو بين القوات الموالية للحكومة ومسلحي حركة شباب المجاهدين أدت إلى سقوط عدد كبير من القتلى والجرحى.-(سي إن إن) - اللجنة الدولية للصليب الأحمر تقول إن مجموعة مسلحة قامت باختطاف إحدى العاملات لديها في إقليم دارفور السوداني المضطرب، وذلك في منطقة محاذية للحدود مع تشاد.-(سي إن إن) - صندوق الأمم المتحدة للطفولة - يونسيف يعين المغنية اللبنانية نانسي عجرم (في الصورة) سفيرة للنوايا الحسنة في منطقة الشرق الأوسط وشمال أفريقيا. (رويترز) |     |       |      |      |
| 22 أكتوبر 2009 (الخميس) | عدل | تاريخ | راقب | تصفح |

| 22 أكتوبر 2009 (الخميس) | عدل | تاريخ | راقب | تصفح |

| \| 23 أكتوبر 2009 (الجمعة) \| عدل \| تاريخ \| راقب \| تصفح \| |     |       |      |      |
| - الرئيس الفلسطيني محمود عباس يدعو إلى إجراء انتخابات رئاسية وتشريعية في مجمل الأراضي الفلسطينية بما في ذلك قطاع غزة في 24 يناير / كانون الثاني المقبل، وحركة حماس ترفض القرار وتعتبره ضربة لجهود المصالحة واستجابة للضغوط الأمريكية وتكريس للإنقسام. (بي بي سي) - الحكومة الإيرانية تطلب مهلة للرد على الاقتراحات الدولية الأخيرة حول برنامجها النووي. (بي بي سي) - المرشد العام لجماعة الإخوان المسلمين في مصر محمد مهدي عاكف (في الصورة) ينفي تقديمه لاستقالته نتيجة خلاف مع عدد من أعضاء مكتب الإرشاد، ويتهم الأمن والنظام المصري بمحاولة تشويه صورة الجماعة وذلك من خلال افتعال الأزمة التي تعيشها الجماعة.-(سي إن إن) |     |       |      |      |
| 23 أكتوبر 2009 (الجمعة) | عدل | تاريخ | راقب | تصفح |

| 23 أكتوبر 2009 (الجمعة) | عدل | تاريخ | راقب | تصفح |

| \| 24 أكتوبر 2009 (السبت) \| عدل \| تاريخ \| راقب \| تصفح \| |     |       |      |      |
| - التونسيون يتوجهون غداً إلى صناديق الإقتراع لاختيار رئيس للبلاد وسط اعتقاد كبير بفوز الرئيس الحالي زين العابدين بن علي بفترة رئاسية جديدة بدون منافسه حقيقية. (رويترز) - حادث اصطدام بين قطاري ركاب كانا على السكة نفسها جنوب غرب القاهرة يؤدي إلى مقتل 25 شخص على الأقل وإصابة 55 آخرون. (بي بي سي) - الرئيس الأمريكي باراك أوباما يوقع مرسوم يفيد بأن إنفلونزا الخنازير تشكل حالة طوارئ على صعيد البلاد وذلك بهدف تسهيل عملية نقل اللقاحات اللازمة لعلاج المرض بإعتبارها حالة طوارئ. (بي بي سي) |     |       |      |      |
| 24 أكتوبر 2009 (السبت) | عدل | تاريخ | راقب | تصفح |

| 24 أكتوبر 2009 (السبت) | عدل | تاريخ | راقب | تصفح |

| \| 25 أكتوبر 2009 (الأحد) \| عدل \| تاريخ \| راقب \| تصفح \| |     |       |      |      |
| - هجومين انتحاريين يستهدفان مقر محافظة بغداد ومبنى وزارة العدل العراقية يؤديان إلى مقتل أكثر من 70 شخص وإصابة المئات بجراح. (بي بي سي) - القوات الإسرائيلية تقتحم ساحة المسجد الأقصى وتتواجه مع الفلسطينيين المعتصمين داخله وذلك بعد رشقهم بالحجارة. (بي بي سي) - الناخبون التونسيون يتوجهون إلى صناديق الاقتراع للإدلاء بأصواتهم في الانتخابات الرئاسية والتشريعية. (بي بي سي) - صحيفة صنداي تلغراف تشير إلى أن الشرطة البريطانية قررت إعادة التحقيق في قضية لوكربي وذلك بعد تنازل المدان بعملية التفجير عبد الباسط المقرحي عن استئنافه ضد الحكم عليه بتهمة القتل الجماعي. (بي بي سي) |     |       |      |      |
| 25 أكتوبر 2009 (الأحد) | عدل | تاريخ | راقب | تصفح |

| 25 أكتوبر 2009 (الأحد) | عدل | تاريخ | راقب | تصفح |

| \| 26 أكتوبر 2009 (الإثنين) \| عدل \| تاريخ \| راقب \| تصفح \| |     |       |      |      |
| - الرئيس التونسي زين العابدين بن علي (في الصورة) يفوز بالانتخابات الرئاسية ويحصل على ولاية رئاسية خامسة بعد حصوله على 89.62% من الأصوات. (رويترز) - وزير الخارجية الإيراني منوشهر متكي يعلن إن بلاده قد تقبل بشحن جزء من مخزونها من اليورانيوم إلى الخارج من أجل مزيد من التخصيب مما يعني قبول جزئي بالاتفاق المقترح من الوكالة الدولية للطاقة الذرية. (بي بي سي) - الزعيم السوداني الجنوبي سيلفا كير يحمل الحكومة السودانية المسؤولية عن احتمال نفور السودانيين الجنوبيين من خيار الوحدة في الاستفتاء على حق تقرير المصير الذي سيجرى عام 2011. (بي بي سي) |     |       |      |      |
| 26 أكتوبر 2009 (الإثنين) | عدل | تاريخ | راقب | تصفح |

| 26 أكتوبر 2009 (الإثنين) | عدل | تاريخ | راقب | تصفح |

| \| 27 أكتوبر 2009 (الثلاثاء) \| عدل \| تاريخ \| راقب \| تصفح \| |     |       |      |      |
| - إطلاق صاروخ كاتيوشا من جنوب لبنان على شمال إسرائيل، وإسرائيل ترد بإطلاق 8 صواريخ. (بي بي سي) - جماعة دولة العراق الإسلامية تتبنى الهجوم المزدوج الذي هز بغداد الأحد الماضي وأسفر عن مقتل حوالي 155 شخص وإصابة أكثر من 500 بجراح. (بي بي سي) - وزيرة الخارجية الأمريكية هيلاري كلينتون (في الصورة) تقول إن استصدار قرار دولي يحظر التشهير بالأديان كما تطالب الدول الإسلامية يتناقض مع حرية التعبير. (بي بي سي) - الرئيس المصري محمد حسني مبارك يقبل استقالة وزير النقل والمواصلات محمد منصور بعد تحمله مسؤلية حادثة قطاري العياط. (رويترز) |     |       |      |      |
| 27 أكتوبر 2009 (الثلاثاء) | عدل | تاريخ | راقب | تصفح |

| 27 أكتوبر 2009 (الثلاثاء) | عدل | تاريخ | راقب | تصفح |

| \| 28 أكتوبر 2009 (الأربعاء) \| عدل \| تاريخ \| راقب \| تصفح \| |     |       |      |      |
| - وزراة الداخلية في حكومة حركة حماس المقالة في قطاع غزة تقول أنها ستحظر تنظيم الانتخابات التي دعا إليها رئيس السلطة الوطنية الفلسطينية محمود عباس بالقطاع. (بي بي سي) - انفجار سيارة مفخخة في سوق مزدحمة بمدينة بيشاور الباكستانية يسفر عن مقتل 91 شخصًا وجرح العشرات. (بي بي سي) - البرلمان الألماني - بوندستاغ يمنح المستشارة الحالية أنغيلا ميركل (في الصورة) ثقته لولاية ثانية. (الجزيرة) - المحكمة الدستورية في الكويت تقضي بعدم إلزام النائبتين في مجلس الأمة أسيل العوضي ورولا دشتي بارتداء الحجاب وذلك لأن ارتداء الحجاب أو عدم ارتدائه لا تأثير له على أدائهما وإخلاصهما لخدمة المواطنين الذين انتخبوهما. (رويترز) - المعارض الأردني ليث شبيلات يقول أنه لا يثق في التحقيق الحكومي في حادث الاعتداء عليه والذي وقع قبل أيام ويتهمها بالتغطية على الفاعلين. (رويترز) |     |       |      |      |
| 28 أكتوبر 2009 (الأربعاء) | عدل | تاريخ | راقب | تصفح |

| 28 أكتوبر 2009 (الأربعاء) | عدل | تاريخ | راقب | تصفح |

| \| 29 أكتوبر 2009 (الخميس) \| عدل \| تاريخ \| راقب \| تصفح \| |     |       |      |      |
| - الوكالة الدولية للطاقة الذرية تعلن أنها تسلمت ردًا أوليًا من إيران على مقترح تزويد مفاعل أبحاث إيراني بالوقود النووي وتعرب عن أملها في قرب التوصل لاتفاق بهذا الشأن. (بي بي سي) - قيادة عمليات بغداد تعلن توقيف 60 عنصرًا في قوى الأمن بينهم أحد عشر ضابطًا في الجيش والشرطة جميعهم من المسؤولين عن نقاط التفتيش في منطقة الصالحية التي شهدت تفجيرات يوم الأحد الماضي. (بي بي سي) |     |       |      |      |
| 29 أكتوبر 2009 (الخميس) | عدل | تاريخ | راقب | تصفح |

| 29 أكتوبر 2009 (الخميس) | عدل | تاريخ | راقب | تصفح |

| \| 30 أكتوبر 2009 (الجمعة) \| عدل \| تاريخ \| راقب \| تصفح \| |     |       |      |      |
| - المبعوث الأمريكي إلى الشرق الأوسط جورج ميتشل يلتقي رئيس الوزراء الإسرائيلي بنيامين نتنياهو في إطار التحضير لزيارة وزيرة الخارجية الأمريكية هيلاري كلينتون إلى إسرائيل وتجديد مساعي إدارة باراك أوباما لاستئناف مفاوضات السلام. (الجزيرة) - الحاكم الفعلي لهندوراس روبرتو ميشيليتي يعرب عن استعداده لتوقيع اتفاق من شأنه إنهاء الأزمة السياسية بالبلاد وإعادة الرئيس مانويل زيلايا إلى منصبه، ويشمل الاتفاق تشكيل حكومة ائتلافية وتنظيم انتخابات رئاسية في 29 نوفمبر المقبل. (الجزيرة) - إحالة الرئيس الفرنسي السابق جاك شيراك (في الصورة) إلى المحاكمة للاشتباه بتورطه في منح وظائف وهمية لحلفاء سياسيين في بلدية باريس عندما كان عمدة لها في الفترة من 1977 إلى 1995. (بي بي سي) |     |       |      |      |
| 30 أكتوبر 2009 (الجمعة) | عدل | تاريخ | راقب | تصفح |

| 30 أكتوبر 2009 (الجمعة) | عدل | تاريخ | راقب | تصفح |

| \| 31 أكتوبر 2009 (السبت) \| عدل \| تاريخ \| راقب \| تصفح \| |     |       |      |      |
| - الرئيس الفلسطيني محمود عباس يشدد في لقاءه بوزيرة الخارجية الأمريكية هيلاري كلينتون على الموقف الفلسطيني الرافض لاستئناف مفاوضات السلام مع إسرائيل إذا لم توقف الأخيرة عمليات الاستيطان. (العربية) - الإعلان عن تشكيل تحالف انتخابي سياسي جديد في العراق باسم الحركة الوطنية العراقية وهي حركة منبثقة عن اندماج حركة الوفاق الوطني التي يترأسها رئيس الوزراء الأسبق إياد علاوي مع جبهة الحوار الوطني العراقي التي يترأسها صالح المطلك. (بي بي سي) - الرئيس المصري محمد حسني مبارك (في الصورة) يلقي كلمة أمام المؤتمر السنوي السادس للحزب الوطني الديمقراطي الحاكم الذي يتزعمه دافع فيها عن إنجازاته ووعد بمواصلة الإصلاح وتطوير وتحديث المجتمع ويركز على دور العناصر الشابة في الحزب. (بي بي سي) - رئيس جنوب السودان سيلفا كير يحث السكان الجنوبيين على اختيار الاستقلال في الاستفتاء المقرر اجراؤه إذا كانوا يرغبون في أن يكونوا أحرار. (رويترز) - وفاة المفكر والكاتب المصري مصطفى محمود عن عمر يناهز ال88 عام. (الجزيرة) - وفاة وزير الحربية ومدير المخابرات المصري الأسبق أمين هويدي. (الجزيرة) |     |       |      |      |
| 31 أكتوبر 2009 (السبت) | عدل | تاريخ | راقب | تصفح |

| 31 أكتوبر 2009 (السبت) | عدل | تاريخ | راقب | تصفح |